# صربيا البيضاء
صربيا البيضاء هي الوطن الأسطوري لأسلاف الصرب، الصرب البيض . وفي الكتاب الذي يحمل العنوان De Administrando Imperio، يُسمى الوطن أيضًا Bojka (Бојка,).
يشار إلى أن المنطقة المتاخمة لصربيا البيضاء كانت تُعرف باسم كرواتيا البيضاء، حيث تعود أصول الكروات إليها. ويمكن تمييز صربيا البيضاء ومجموعاتها العرقية، الصرب البيض، من خلال سمات مثل «عدم التعميد» أو «الوثنية» (قبل المسيحية)، وذلك وفقًا لكتاب De administrando imperio.

## الموقع

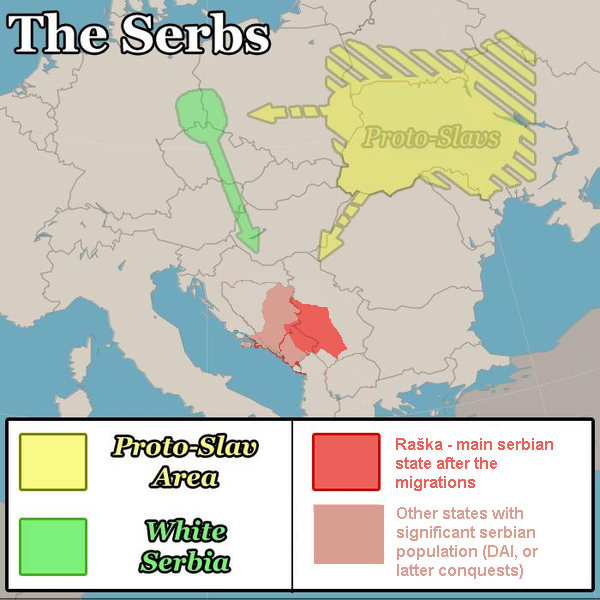
نظرية الهجرة من لوساتيا/شمال بوهيميا

يُعتبر موقع صربيا البيضاء محل جدل. وقد تم وصفه على أنه:
- شمال الدانوب وجبال الكاربات[1]
- منطقة جمهورية التشيك[2]
  - بوهيميا[3]
- بين نهري الألب وسال Rivers[4][5]
- منطقة بولندا[6]
- منطقة روثينيا الحمراء (الآن أوكرانيا الغربية)[7]
- جزيرة روغن (بالقرب من الشاطئ الشمالي لألمانيا)، تم تكريسها ذات مرة كمكان مقدس لإله السلافية سفانتيفيت[7]
- لوساتيا، مثلث يقع في ألمانيا وجمهورية التشيك وبولندا

صنف *بافل جوزيف شافاريك الصرب البيض على أنهم قبيلة سلافية بولابية

## معرض صور

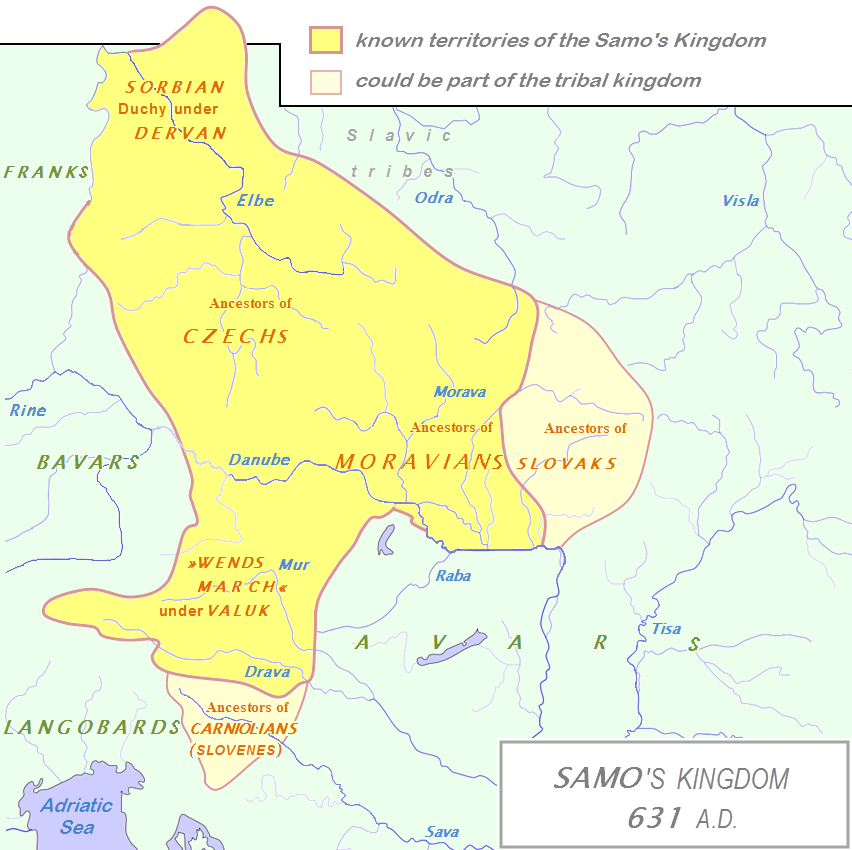
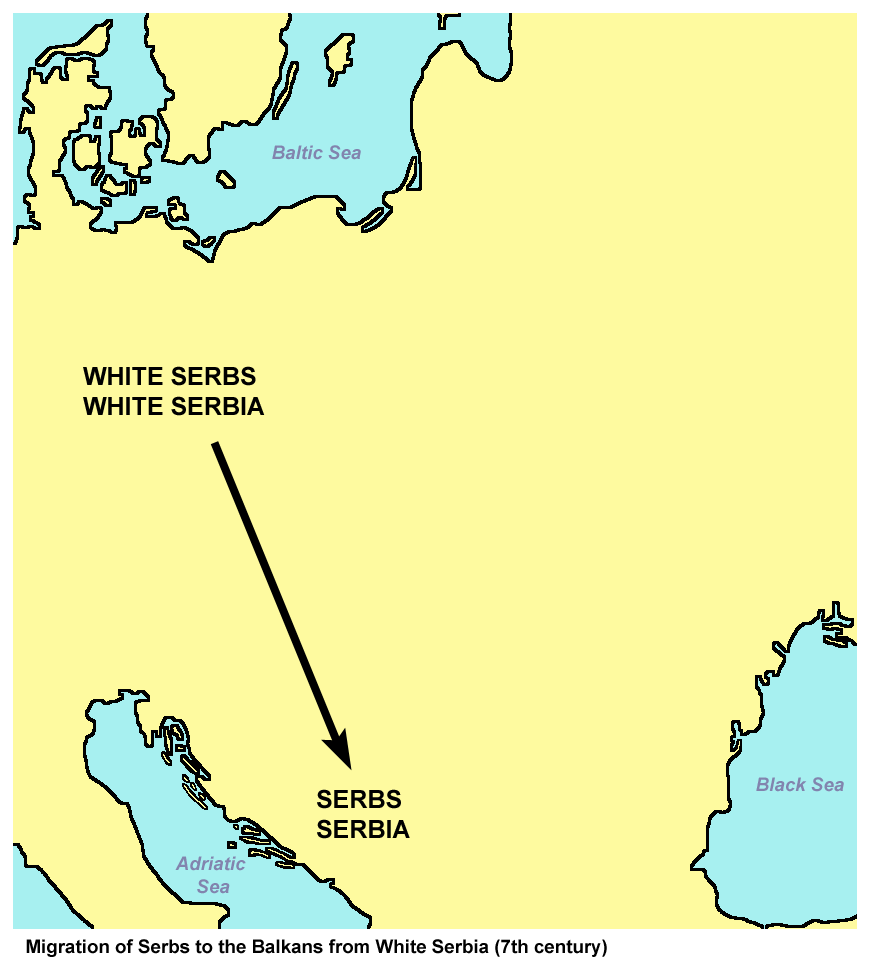
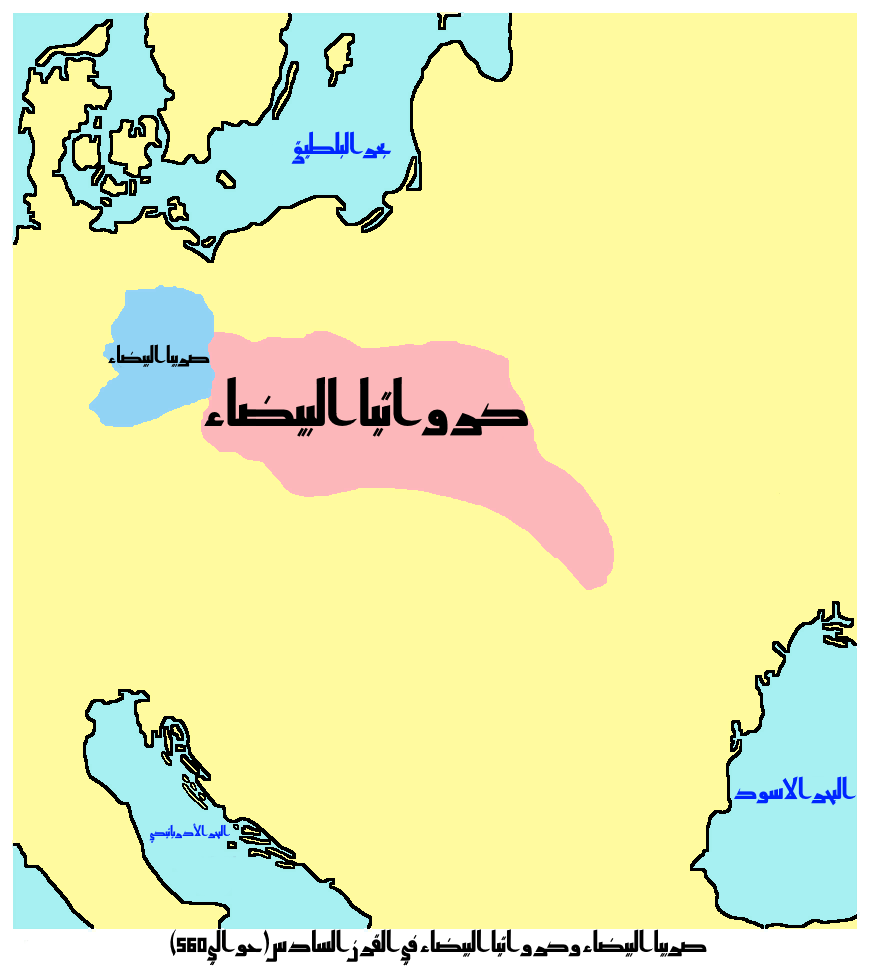
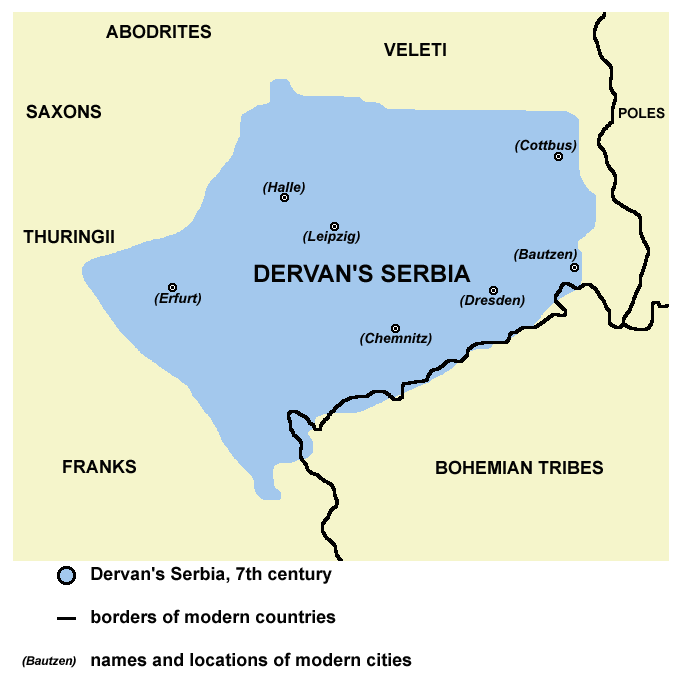

## معلومات تاريخية

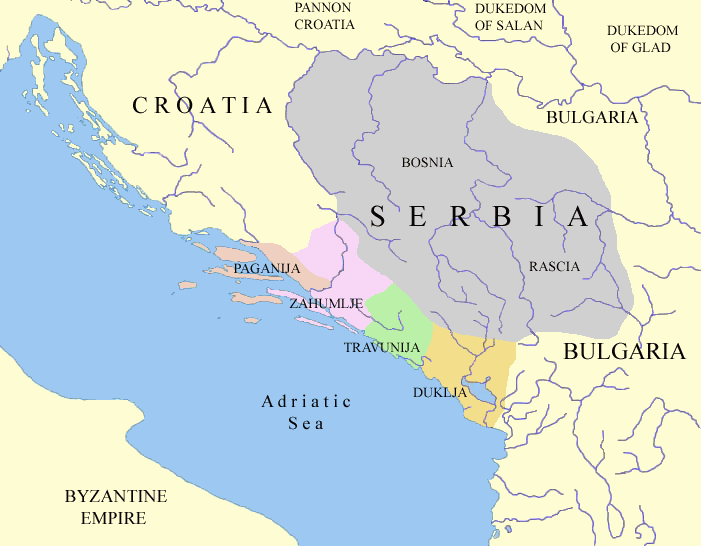
أراضي الصرب، القرن السابع إلى القرن التاسع

من كتاب De Administrando Imperio